# Palliduphantes ceretanus
Espèce
Synonymes
- Lepthyphantes ceretanus Denis, 1962

Palliduphantes ceretanus est une espèce d'araignées aranéomorphes de la famille des Linyphiidae.

## Distribution
Cette espèce est endémique du Languedoc-Roussillon en France. Elle se rencontre dans les Pyrénées-Orientales.

## Étymologie
Son nom d'espèce lui a été donné en référence au lieu de sa découverte, Céret.

## Publication originale
- Denis, 1962 : Description de deux araignées nouvelles des Pyrénées-Orientales. Vie Milieu, vol. 12, p. 673-675.